# Дулицьке (заказник)
«Дулицьке» — гідрологічний заказник місцевого значення в Україні. Розташований на території Сквирського району Київської області.

## Загальні відомості
Площа 71,6 га. Заказник створений рішенням № 365-19-VI Київської обласної ради від 21 червня 2012 року. 
Терени природоохоронної території простягаються вздовж річки Роставиця та її приток і займають частину кварталів 27, 28, 29, 31, 32, 35, 36, 38, 39, 40, 45 Сквирського лісництва державного підприємства «Білоцерківське лісове господарство», в адміністративних межах Шамраївської та Дулицької сільських рад Сквирського району.

## Опис

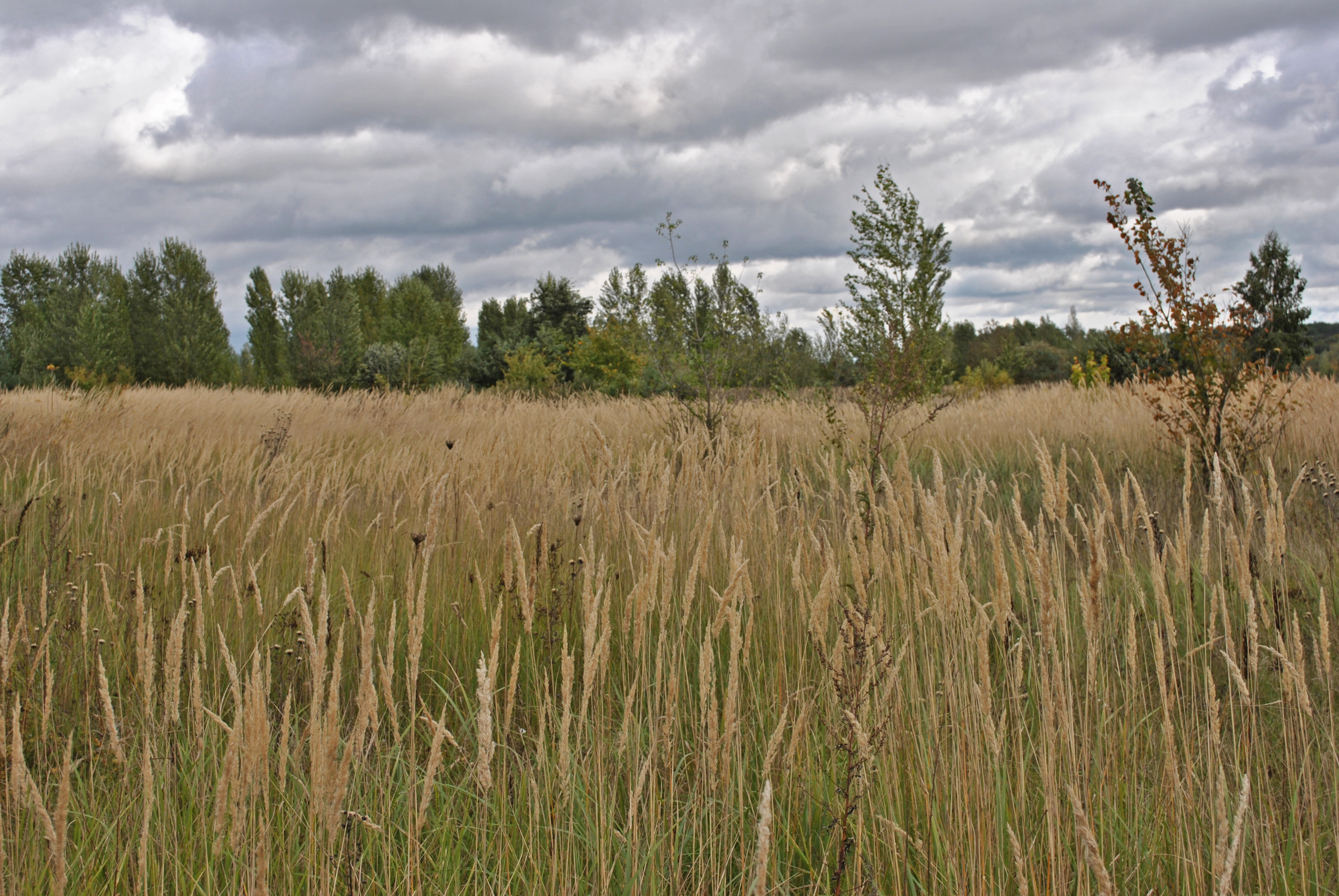
Степовий ареал заказника

Територія заказника являє собою ділянку заболочених вологих лісів та боліт з переважанням лісів з чорної вільхи. В лісах дуже багато ділянок із досить старими деревами віком 70—80 років. Підлісок представлений вербою попелястою, крушиною ламкою, черемхою звичайною. У травостої зростають сідач коноплевий, осока видовжена, хміль, вовконіг європейський, а також типові болотні види. Серед останніх переважає осока загострена, чималу частину травостою становлять гадючник звичайний, дягель лікарський, герань болотна, гравілат річковий. 
На лісових ділянках виявлено малопоширений вид рослин — ситник тонкий. Тут також зростає багато видів лікарських рослин: череда трироздільна, крушина ламка, черемха звичайна, дягель лікарський, живокіст лікарський. Виявлено чотири види папоротей: щитники чоловічий, шартрський, безщитник жіночий, орляк звичайний. 
Вздовж річища Роставиці переважають обводнені зарості високотрав'я, яке складається з очерету та рогозів широколистого та вузьколистого. Вони слугують прихистком для водоплавних птахів.